# Orchestra dell'Accademia Nazionale di Santa Cecilia
Het Orchestra dell'Accademia Nazionale di Santa Cecilia is een van de bekendste orkesten uit Italië. Niet verbazingwekkend heeft het als basis de Accademia Nazionale di Santa Cecilia in Rome. Het orkest staat ook bekend onder de naam Symfonieorkest van de Augusteo en Orchestra Stabile dell'Accademia Nazionale di Santa Cecilia. Van 1908 tot 1936 speelde het in het Teatro Augusteo. Vanaf 2002 is het orkest gevestigd in il Parco della Musica dat ontworpen is door architect Renzo Piano.

## Eerste dirigenten
| - 1912-1944 Bernardino Molinari - 1944-1945 Franco Ferrara - 1953-1973 Fernando Previtali - 1973-1975 Igor Markevitsj - 1976 Thomas Schippers | - 1983-1987 Giuseppe Sinopoli - 1987-1992 Uto Ughi - 1992-1997 Daniele Gatti - 1997-2005 Myung-Whun Chung - 2005-nu Antonio Pappano |

## Noot
1. ↑  Hoewel benoemd in 1976, stierf Schippers voor hij op het podium kon staan.